# Wolfgang Overath
Wolfgang Overath (Siegburg, 29 settembre 1943) è un ex calciatore e dirigente sportivo tedesco, di ruolo centrocampista.

## Carriera

### Club
Regista mancino di squisite qualità tecniche, si adattava egregiamente a ricoprire tutti i ruoli del centrocampo, in particolare quello di trequartista e di mezzala, eccellendo in particolare nell'organizzazione della manovra.
Ha trascorso l'intera carriera professionistica nel Colonia, dove ha iniziato a giocare all'età di 18 anni. Si è affermato nella Bundesliga a partire dal 1962, e nel 1964 ha vinto con la sua squadra il titolo nazionale. Nel 1968 e nel 1977 Overath ha conquistato anche la Coppa di Germania, sempre con il Colonia. Si ritirò al termine della stagione 1976-1977, dopo aver giocato nel club per 14 stagioni, resistendo alle offerte da parte di squadre più blasonate (ad esempio il Real Madrid).
Detiene tuttora il record di presenze complessive con la squadra biancorossa, con un totale di 542 partite giocate, di cui 409 in campionato.

### Nazionale

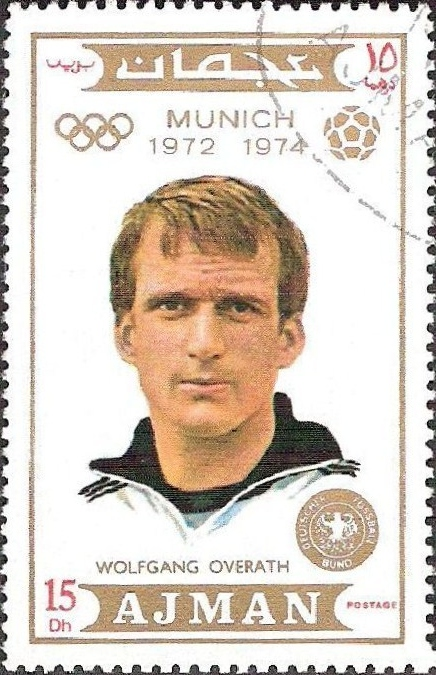
Il francobollo a lui dedicato

Dal 1963 al 1974 ha vestito la maglia della nazionale tedesca occidentale, totalizzando 81 presenze e 17 reti, esordendo contro la Turchia il 28 settembre 1963, nella partita vinta per 3-0 a Francoforte, subentrando al 69' a Timo Konietzka.
Il suo esordio in una grande competizione internazionale avvenne nel 1966, in occasione del mondiale in Inghilterra, nel quale Overath ebbe un posto fisso da titolare nella squadra tedesca. Scese in campo anche nella finale, persa contro la squadra di casa.
Quattro anni dopo, è inserito dal c.t. Schön nella squadra tedesca per i mondiali messicani, che ben figurerà nel torneo arrivando fino alle semifinali, uscendo eliminata per mano dell'Italia nel celebre 4-3 di Città del Messico, nella quale Overath gioca titolare, prendendo una traversa al minuto 19. Segna inoltre il gol decisivo nella finalina contro l'Uruguay, contribuendo al raggiungimento del terzo posto. Verrà inserito fra i migliori giocatori della competizione.
A causa di un infortunio, Overath gioca solo alcune partite di qualificazione all'Europeo 1972, venendo convocato per la fase finale ma non scendendo in campo. Sono gli anni del dualismo con il regista Netzer, che Schön considera non compatibile con Overath, e che proprio al suo posto giocherà titolare quella competizione.
La situazione si capovolgerà però in occasione del mondiale 1974. Ormai ripresosi dall'infortunio infatti, Overath scende in campo in tutte le partite del torneo (suo terzo mondiale personale), siglando anche due reti contro Australia e Svezia. Disputa da titolare anche la finale all'Olympiastadion di Monaco contro l'Olanda, che porterà la Germania a sollevare la seconda Coppa del Mondo della sua storia calcistica. Sarà questa l'ultima partita di Overath con la mannschaft, con la quale ha giocato complessivamente 81 partite mettendo a segno 17 reti; ha anche vestito la fascia di capitano in 13 occasioni.
Overath è uno dei pochi calciatori, assieme a Franz Beckenbauer, Jürgen Grabowski, Horst-Dieter Höttges, Sepp Maier, Franco Baresi e Miroslav Klose ad aver raggiunto un terzo, secondo e primo posto ai mondiali, rispettivamente nel 1970, nel 1966 e 1974.

### Dirigente
Nel 2004 è stato nominato presidente del Colonia, incarico che ha mantenuto fino al 13 novembre 2011.

## Statistiche

### Presenze e reti nei club
| Stagione        | Squadra         | Campionato      | Campionato | Campionato | Coppe nazionali | Coppe nazionali | Coppe nazionali | Coppe continentali | Coppe continentali | Coppe continentali | Altre coppe | Altre coppe | Altre coppe | Totale | Totale |
| Stagione        | Squadra         | Comp            | Pres       | Reti       | Comp            | Pres            | Reti            | Comp               | Pres               | Reti               | Comp        | Pres        | Reti        | Pres   | Reti   |
| --------------- | --------------- | --------------- | ---------- | ---------- | --------------- | --------------- | --------------- | ------------------ | ------------------ | ------------------ | ----------- | ----------- | ----------- | ------ | ------ |
| 1963-1964       | Colonia         | BL              | 30         | 9          | CG              | 2               | 0               | -                  | -                  | -                  | -           | -           | -           | 32     | 9      |
| 1964-1965       | Colonia         | BL              | 27         | 9          | CG              | 0               | 0               | CC                 | 7                  | 1                  | -           | -           | -           | 34     | 10     |
| 1965-1966       | Colonia         | BL              | 30         | 3          | CG              | 2               | 0               | -                  | -                  | -                  | -           | -           | -           | 32     | 3      |
| 1966-1967       | Colonia         | BL              | 33         | 6          | CG              | 4               | 1               | -                  | -                  | -                  | -           | -           | -           | 37     | 7      |
| 1967-1968       | Colonia         | BL              | 29         | 9          | CG              | 6               | 2               | -                  | -                  | -                  | -           | -           | -           | 35     | 11     |
| 1968-1969       | Colonia         | BL              | 34         | 6          | CG              | 1               | 0               | CdC                | 2                  | 0                  | -           | -           | -           | 37     | 6      |
| 1969-1970       | Colonia         | BL              | 29         | 12         | CG              | 6               | 2               | -                  | -                  | -                  | -           | -           | -           | 35     | 14     |
| 1970-1971       | Colonia         | BL              | 26         | 4          | CG              | 4               | 1               | -                  | -                  | -                  | -           | -           | -           | 30     | 5      |
| 1971-1972       | Colonia         | BL              | 25         | 6          | CG              | 4               | 2               | -                  | -                  | -                  | -           | -           | -           | 29     | 7      |
| 1972-1973       | Colonia         | BL              | 30         | 3          | CG              | 7               | 2               | CU                 | 5                  | 0                  | -           | -           | -           | 42     | 5      |
| 1973-1974       | Colonia         | BL              | 31         | 5          | CG              | 3               | 2               | CU                 | 7                  | 1                  | -           | -           | -           | 41     | 8      |
| 1974-1975       | Colonia         | BL              | 34         | 4          | CG              | 0               | 0               | CU                 | 10                 | 3                  | -           | -           | -           | 44     | 7      |
| 1975-1976       | Colonia         | BL              | 27         | 2          | CG              | 2               | 1               | CU                 | 4                  | 0                  | -           | -           | -           | 33     | 3      |
| 1976-1977       | Colonia         | BL              | 24         | 6          | CG              | 3               | 2               | CU                 | 5                  | 0                  | -           | -           | -           | 32     | 8      |
| Totale carriera | Totale carriera | Totale carriera | 409        | 84         |                 | 44              | 15              |                    | 40                 | 5                  |             | -           | -           | 493    | 104    |

### Cronologia presenze e reti in nazionale
| Cronologia completa delle presenze e delle reti in nazionale ― Germania Ovest | Cronologia completa delle presenze e delle reti in nazionale ― Germania Ovest | Cronologia completa delle presenze e delle reti in nazionale ― Germania Ovest | Cronologia completa delle presenze e delle reti in nazionale ― Germania Ovest | Cronologia completa delle presenze e delle reti in nazionale ― Germania Ovest | Cronologia completa delle presenze e delle reti in nazionale ― Germania Ovest | Cronologia completa delle presenze e delle reti in nazionale ― Germania Ovest | Cronologia completa delle presenze e delle reti in nazionale ― Germania Ovest |
| Data                                                                          | Città                                                                         | In casa                                                                       | Risultato                                                                     | Ospiti                                                                        | Competizione                                                                  | Reti                                                                          | Note                                                                          |
| ----------------------------------------------------------------------------- | ----------------------------------------------------------------------------- | ----------------------------------------------------------------------------- | ----------------------------------------------------------------------------- | ----------------------------------------------------------------------------- | ----------------------------------------------------------------------------- | ----------------------------------------------------------------------------- | ----------------------------------------------------------------------------- |
| 28-9-1963                                                                     | Francoforte sul Meno                                                          | Germania Ovest                                                                | 3 – 0                                                                         | Turchia                                                                       | Amichevole                                                                    | -                                                                             | 69’                                                                           |
| 3-11-1963                                                                     | Solna                                                                         | Svezia                                                                        | 2 – 1                                                                         | Germania Ovest                                                                | Amichevole                                                                    | -                                                                             |                                                                               |
| 29-12-1963                                                                    | Casablanca                                                                    | Marocco                                                                       | 1 – 4                                                                         | Germania Ovest                                                                | Amichevole                                                                    | -                                                                             | 57’                                                                           |
| 1-1-1964                                                                      | Algeri                                                                        | Algeria                                                                       | 2 – 0                                                                         | Germania Ovest                                                                | Amichevole                                                                    | -                                                                             | 46’                                                                           |
| 29-4-1964                                                                     | Ludwigshafen am Rhein                                                         | Germania Ovest                                                                | 3 – 4                                                                         | Cecoslovacchia                                                                | Amichevole                                                                    | -                                                                             |                                                                               |
| 7-6-1964                                                                      | Helsinki                                                                      | Finlandia                                                                     | 1 – 4                                                                         | Germania Ovest                                                                | Amichevole                                                                    | 1                                                                             |                                                                               |
| 4-11-1964                                                                     | Berlino                                                                       | Germania Ovest                                                                | 1 – 1                                                                         | Svezia                                                                        | Qual. Mondiali 1966                                                           | -                                                                             |                                                                               |
| 24-4-1965                                                                     | Karlsruhe                                                                     | Germania Ovest                                                                | 5 – 0                                                                         | Cipro                                                                         | Qual. Mondiali 1966                                                           | 2                                                                             |                                                                               |
| 12-5-1965                                                                     | Norimberga                                                                    | Germania Ovest                                                                | 0 – 1                                                                         | Inghilterra                                                                   | Amichevole                                                                    | -                                                                             |                                                                               |
| 26-5-1965                                                                     | Basilea                                                                       | Svizzera                                                                      | 0 – 1                                                                         | Germania Ovest                                                                | Amichevole                                                                    | -                                                                             |                                                                               |
| 6-6-1965                                                                      | Rio de Janeiro                                                                | Brasile                                                                       | 2 – 0                                                                         | Germania Ovest                                                                | Amichevole                                                                    | -                                                                             | 45’                                                                           |
| 23-3-1966                                                                     | Rotterdam                                                                     | Paesi Bassi                                                                   | 2 – 4                                                                         | Germania Ovest                                                                | Amichevole                                                                    | -                                                                             |                                                                               |
| 4-5-1966                                                                      | Dublino                                                                       | Irlanda                                                                       | 0 – 4                                                                         | Germania Ovest                                                                | Amichevole                                                                    | 2                                                                             |                                                                               |
| 7-5-1966                                                                      | Belfast                                                                       | Irlanda del Nord                                                              | 0 – 2                                                                         | Germania Ovest                                                                | Amichevole                                                                    | -                                                                             |                                                                               |
| 1-6-1966                                                                      | Ludwigshafen am Rhein                                                         | Germania Ovest                                                                | 1 – 0                                                                         | Romania                                                                       | Amichevole                                                                    | -                                                                             |                                                                               |
| 23-6-1966                                                                     | Hannover                                                                      | Germania Ovest                                                                | 2 – 0                                                                         | Jugoslavia                                                                    | Amichevole                                                                    | 1                                                                             |                                                                               |
| 12-7-1966                                                                     | Sheffield                                                                     | Germania Ovest                                                                | 5 – 0                                                                         | Svizzera                                                                      | Mondiali 1966 - 1º turno                                                      | -                                                                             |                                                                               |
| 16-7-1966                                                                     | Birmingham                                                                    | Argentina                                                                     | 0 – 0                                                                         | Germania Ovest                                                                | Mondiali 1966 - 1º turno                                                      | -                                                                             |                                                                               |
| 20-7-1966                                                                     | Birmingham                                                                    | Germania Ovest                                                                | 2 – 1                                                                         | Spagna                                                                        | Mondiali 1966 - 1º turno                                                      | -                                                                             |                                                                               |
| 23-7-1966                                                                     | Sheffield                                                                     | Germania Ovest                                                                | 4 – 0                                                                         | Uruguay                                                                       | Mondiali 1966 - Quarti                                                        | -                                                                             |                                                                               |
| 25-7-1966                                                                     | Liverpool                                                                     | Germania Ovest                                                                | 2 – 1                                                                         | Unione Sovietica                                                              | Mondiali 1966 - Semifinale                                                    | -                                                                             |                                                                               |
| 30-7-1966                                                                     | Londra                                                                        | Inghilterra                                                                   | 4 – 2 dts                                                                     | Germania Ovest                                                                | Mondiali 1966 - Finale                                                        | -                                                                             |                                                                               |
| 12-10-1966                                                                    | Ankara                                                                        | Turchia                                                                       | 0 – 2                                                                         | Germania Ovest                                                                | Amichevole                                                                    | -                                                                             |                                                                               |
| 19-11-1966                                                                    | Colonia                                                                       | Germania Ovest                                                                | 3 – 0                                                                         | Norvegia                                                                      | Amichevole                                                                    | -                                                                             |                                                                               |
| 22-2-1967                                                                     | Karlsruhe                                                                     | Germania Ovest                                                                | 5 – 1                                                                         | Marocco                                                                       | Amichevole                                                                    | -                                                                             | 57’                                                                           |
| 22-3-1967                                                                     | Hannover                                                                      | Germania Ovest                                                                | 3 – 0                                                                         | Bulgaria                                                                      | Amichevole                                                                    | -                                                                             |                                                                               |
| 9-4-1967                                                                      | Dortmund                                                                      | Germania Ovest                                                                | 5 – 1                                                                         | Albania                                                                       | Qual. Euro 1968                                                               | -                                                                             |                                                                               |
| 3-5-1967                                                                      | Belgrado                                                                      | Jugoslavia                                                                    | 1 – 0                                                                         | Germania Ovest                                                                | Qual. Euro 1968                                                               | -                                                                             |                                                                               |
| 27-9-1967                                                                     | Berlino                                                                       | Germania Ovest                                                                | 5 – 1                                                                         | Francia                                                                       | Amichevole                                                                    | 1                                                                             |                                                                               |
| 7-10-1967                                                                     | Amburgo                                                                       | Germania Ovest                                                                | 3 – 1                                                                         | Jugoslavia                                                                    | Qual. Euro 1968                                                               | -                                                                             |                                                                               |
| 22-11-1967                                                                    | Bucarest                                                                      | Romania                                                                       | 1 – 0                                                                         | Germania Ovest                                                                | Amichevole                                                                    | -                                                                             |                                                                               |
| 17-12-1967                                                                    | Tirana                                                                        | Albania                                                                       | 0 – 0                                                                         | Germania Ovest                                                                | Qual. Euro 1968                                                               | -                                                                             |                                                                               |
| 8-5-1968                                                                      | Cardiff                                                                       | Galles                                                                        | 1 – 1                                                                         | Germania Ovest                                                                | Amichevole                                                                    | 1                                                                             | Cap., 50’                                                                     |
| 1-6-1968                                                                      | Hannover                                                                      | Germania Ovest                                                                | 1 – 0                                                                         | Inghilterra                                                                   | Amichevole                                                                    | -                                                                             | Cap.                                                                          |
| 16-6-1968                                                                     | Stoccarda                                                                     | Germania Ovest                                                                | 2 – 1                                                                         | Brasile                                                                       | Amichevole                                                                    | -                                                                             | Cap.                                                                          |
| 25-9-1968                                                                     | Marsiglia                                                                     | Francia                                                                       | 1 – 1                                                                         | Germania Ovest                                                                | Amichevole                                                                    | 1                                                                             |                                                                               |
| 23-11-1968                                                                    | Nicosia                                                                       | Cipro                                                                         | 0 – 1                                                                         | Germania Ovest                                                                | Qual. Mondiali 1970                                                           | -                                                                             |                                                                               |
| 14-12-1968                                                                    | Rio de Janeiro                                                                | Brasile                                                                       | 2 – 2                                                                         | Germania Ovest                                                                | Amichevole                                                                    | -                                                                             | 75’                                                                           |
| 18-12-1968                                                                    | Santiago del Cile                                                             | Cile                                                                          | 2 – 1                                                                         | Germania Ovest                                                                | Amichevole                                                                    | -                                                                             | 46’                                                                           |
| 22-12-1968                                                                    | Città del Messico                                                             | Messico                                                                       | 0 – 0                                                                         | Germania Ovest                                                                | Amichevole                                                                    | -                                                                             | Cap., 71’                                                                     |
| 16-4-1969                                                                     | Glasgow                                                                       | Scozia                                                                        | 1 – 1                                                                         | Germania Ovest                                                                | Qual. Mondiali 1970                                                           | -                                                                             | 79’                                                                           |
| 10-5-1969                                                                     | Norimberga                                                                    | Germania Ovest                                                                | 1 – 0                                                                         | Austria                                                                       | Qual. Mondiali 1970                                                           | -                                                                             |                                                                               |
| 21-5-1969                                                                     | Essen                                                                         | Germania Ovest                                                                | 12 – 0                                                                        | Cipro                                                                         | Qual. Mondiali 1970                                                           | 3                                                                             |                                                                               |
| 21-9-1969                                                                     | Vienna                                                                        | Austria                                                                       | 1 – 1                                                                         | Germania                                                                      | Amichevole                                                                    | -                                                                             |                                                                               |
| 24-9-1969                                                                     | Sofia                                                                         | Bulgaria                                                                      | 0 – 1                                                                         | Germania Ovest                                                                | Amichevole                                                                    | -                                                                             |                                                                               |
| 22-10-1969                                                                    | Gotha                                                                         | Germania Ovest                                                                | 3 – 2                                                                         | Scozia                                                                        | Qual. Mondiali 1970                                                           | -                                                                             |                                                                               |
| 8-4-1970                                                                      | Stoccarda                                                                     | Germania Ovest                                                                | 1 – 1                                                                         | Romania                                                                       | Amichevole                                                                    | 1                                                                             | Cap.                                                                          |
| 9-5-1970                                                                      | Berlino                                                                       | Germania Ovest                                                                | 2 – 1                                                                         | Irlanda                                                                       | Amichevole                                                                    | -                                                                             | 76’                                                                           |
| 13-5-1970                                                                     | Hannover                                                                      | Germania Ovest                                                                | 1 – 0                                                                         | Jugoslavia                                                                    | Amichevole                                                                    | -                                                                             |                                                                               |
| 03-06-1970                                                                    | León                                                                          | Germania Ovest                                                                | 2 – 1                                                                         | Marocco                                                                       | Mondiali 1970 - 1º turno                                                      | -                                                                             |                                                                               |
| 07-06-1970                                                                    | León                                                                          | Germania Ovest                                                                | 5 – 2                                                                         | Bulgaria                                                                      | Mondiali 1970 - 1º turno                                                      | -                                                                             |                                                                               |
| 10-06-1970                                                                    | León                                                                          | Germania Ovest                                                                | 3 – 1                                                                         | Perù                                                                          | Mondiali 1970 - 1º turno                                                      | -                                                                             |                                                                               |
| 14-06-1970                                                                    | León                                                                          | Germania Ovest                                                                | 3 – 2                                                                         | Inghilterra                                                                   | Mondiali 1970 - Quarti                                                        | -                                                                             |                                                                               |
| 17-06-1970                                                                    | Città del Messico                                                             | Italia                                                                        | 4 – 3 dts                                                                     | Germania Ovest                                                                | Mondiali 1970 - Semifinale                                                    | -                                                                             | Resoconto                                                                     |
| 20-06-1970                                                                    | Città del Messico                                                             | Germania Ovest                                                                | 1 – 0                                                                         | Uruguay                                                                       | Mondiali 1970 - Finale 3º-4º posto                                            | 1                                                                             |                                                                               |
| 17-10-1970                                                                    | Colonia                                                                       | Germania Ovest                                                                | 1 – 1                                                                         | Turchia                                                                       | Qual. Euro 1972                                                               | -                                                                             | Cap.                                                                          |
| 18-11-1970                                                                    | Zagabria                                                                      | Jugoslavia                                                                    | 2 – 0                                                                         | Germania Ovest                                                                | Amichevole                                                                    | -                                                                             | Cap.                                                                          |
| 22-11-1970                                                                    | Atene                                                                         | Grecia                                                                        | 1 – 3                                                                         | Germania Ovest                                                                | Amichevole                                                                    | -                                                                             | 35’                                                                           |
| 17-2-1971                                                                     | Tirana                                                                        | Albania                                                                       | 0 – 1                                                                         | Germania Ovest                                                                | Qual. Euro 1972                                                               | -                                                                             | Cap., 73’                                                                     |
| 12-6-1971                                                                     | Karlsruhe                                                                     | Germania Ovest                                                                | 2 – 0                                                                         | Albania                                                                       | Qual. Euro 1972                                                               | -                                                                             | Cap.                                                                          |
| 22-6-1971                                                                     | Oslo                                                                          | Norvegia                                                                      | 1 – 7                                                                         | Germania Ovest                                                                | Amichevole                                                                    | 1                                                                             | Cap.                                                                          |
| 27-6-1971                                                                     | Göteborg                                                                      | Svezia                                                                        | 1 – 0                                                                         | Germania Ovest                                                                | Amichevole                                                                    | -                                                                             | Cap.                                                                          |
| 30-6-1971                                                                     | Copenaghen                                                                    | Danimarca                                                                     | 1 – 3                                                                         | Germania Ovest                                                                | Amichevole                                                                    | -                                                                             | Cap.                                                                          |
| 17-1-1971                                                                     | Amburgo                                                                       | Germania Ovest                                                                | 0 – 0                                                                         | Polonia                                                                       | Qual. Euro 1972                                                               | -                                                                             | Cap.                                                                          |
| 14-2-1973                                                                     | Monaco di Baviera                                                             | Germania Ovest                                                                | 2 – 3                                                                         | Argentina                                                                     | Amichevole                                                                    | -                                                                             |                                                                               |
| 28-3-1973                                                                     | Düsseldorf                                                                    | Germania Ovest                                                                | 3 – 0                                                                         | Cecoslovacchia                                                                | Amichevole                                                                    | -                                                                             |                                                                               |
| 9-5-1973                                                                      | Monaco di Baviera                                                             | Germania Ovest                                                                | 0 – 1                                                                         | Jugoslavia                                                                    | Amichevole                                                                    | -                                                                             |                                                                               |
| 12-5-1973                                                                     | Gotha                                                                         | Germania Ovest                                                                | 3 – 0                                                                         | Bulgaria                                                                      | Amichevole                                                                    | -                                                                             |                                                                               |
| 16-6-1973                                                                     | Berlino                                                                       | Germania Ovest                                                                | 0 – 1                                                                         | Brasile                                                                       | Amichevole                                                                    | -                                                                             |                                                                               |
| 10-10-1973                                                                    | Hannover                                                                      | Germania Ovest                                                                | 4 – 0                                                                         | Austria                                                                       | Amichevole                                                                    | -                                                                             |                                                                               |
| 13-10-1973                                                                    | Gelsenkirchen                                                                 | Germania Ovest                                                                | 2 – 1                                                                         | Francia                                                                       | Amichevole                                                                    | -                                                                             |                                                                               |
| 24-11-1973                                                                    | Stoccarda                                                                     | Germania Ovest                                                                | 2 – 1                                                                         | Spagna                                                                        | Amichevole                                                                    | -                                                                             |                                                                               |
| 23-2-1974                                                                     | Barcellona                                                                    | Spagna                                                                        | 1 – 0                                                                         | Germania Ovest                                                                | Amichevole                                                                    | -                                                                             |                                                                               |
| 26-2-1974                                                                     | Roma                                                                          | Italia                                                                        | 0 – 0                                                                         | Germania Ovest                                                                | Amichevole                                                                    | -                                                                             |                                                                               |
| 14-6-1974                                                                     | Berlino                                                                       | Germania Ovest                                                                | 1 – 0                                                                         | Cile                                                                          | Mondiali 1974 - 1º turno                                                      | -                                                                             | 77’                                                                           |
| 18-6-1974                                                                     | Amburgo                                                                       | Australia                                                                     | 0 – 4                                                                         | Germania Ovest                                                                | Mondiali 1974 - 1º turno                                                      | 1                                                                             |                                                                               |
| 22-6-1974                                                                     | Amburgo                                                                       | Germania Est                                                                  | 1 – 0                                                                         | Germania Ovest                                                                | Mondiali 1974 - 1º turno                                                      | -                                                                             | 69’                                                                           |
| 26-6-1974                                                                     | Düsseldorf                                                                    | Jugoslavia                                                                    | 0 – 2                                                                         | Germania Ovest                                                                | Mondiali 1974 - 2º turno                                                      | -                                                                             |                                                                               |
| 30-6-1974                                                                     | Düsseldorf                                                                    | Germania Ovest                                                                | 4 – 2                                                                         | Svezia                                                                        | Mondiali 1974 - 2º turno                                                      | 1                                                                             |                                                                               |
| 3-7-1974                                                                      | Francoforte sul Meno                                                          | Polonia                                                                       | 0 – 1                                                                         | Germania Ovest                                                                | Mondiali 1974 - 2º turno                                                      | -                                                                             |                                                                               |
| 7-7-1974                                                                      | Monaco di Baviera                                                             | Germania Ovest                                                                | 2 – 1                                                                         | Paesi Bassi                                                                   | Mondiali 1974 - Finale                                                        | -                                                                             | 2º titolo mondiale                                                            |
| Totale                                                                        |                                                                               | Presenze (21º posto)                                                          | 81                                                                            |                                                                               | Reti (27º posto)                                                              | 17                                                                            |                                                                               |

## Palmarès

### Club
- Campionato tedesco: 1

Colonia: 1963-1964
- Coppa di Germania: 2

Colonia: 1967-1968, 1976-1977

### Nazionale
- Campionato mondiale: 1

Germania: 1974